# Comune distrettuale di Anykščiai
Il comune distrettuale di Anykščiai è uno dei 60 comuni della Lituania, situato nella regione dell'Aukštaitija.
In tale distretto, precisamente a Niūronys, nacque il letterato Jonas Biliūnas.

## Amministrazione

### Centri principali
Così si configura la ripartizione dei distretti:  
- 3 capoluoghi (miestas): Anykščiai, Kavarskas e Troškūnai;
- 8 città di medie dimensioni (miestelis): Andrioniškis, Debeikiai, Kurkliai, Skiemonys, Surdegis, Svėdasai, Traupis e Viešintos;
- 758 insediamenti minori.

I luoghi più popolosi dell’area (2011):  
- Anykščiai – 10 575;
- Svėdasai – 1 002;
- Kavarskas – 707;
- Naujieji Elmininkai – 573;
- Debeikiai – 452;
- Troškūnai – 451;
- Ažuožeriai – 383;
- Kurkliai – 374;
- Raguvėlė – 314;
- Aknystos – 238.

### Seniūnijos

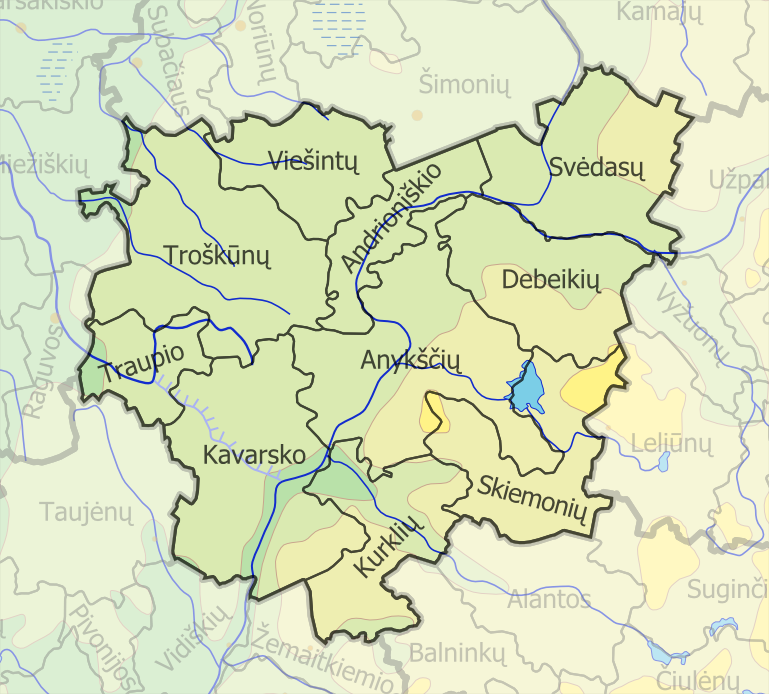
Suddivisioni delle seniūnijos

Il comune distrettuale di Anykščiai è formato da 10 seniūnijos. La principale è quella di Anykščiai:
- Andrioniškio seniūnija (Andrioniškis)
- Anykščių seniūnija (Anykščiai)
- Debeikių seniūnija(Debeikiai)
- Kavarsko seniūnija (Kavarskas)
- Kurklių seniūnija (Kurkliai)
- Skiemonių seniūnija (Skiemonys)
- Svėdasų seniūnija (Svėdasai)
- Traupio seniūnija (Traupis)
- Troškūnų seniūnija (Troškūnai)
- Viešintų seniūnija (Viešintos)

## Galleria d’immagini

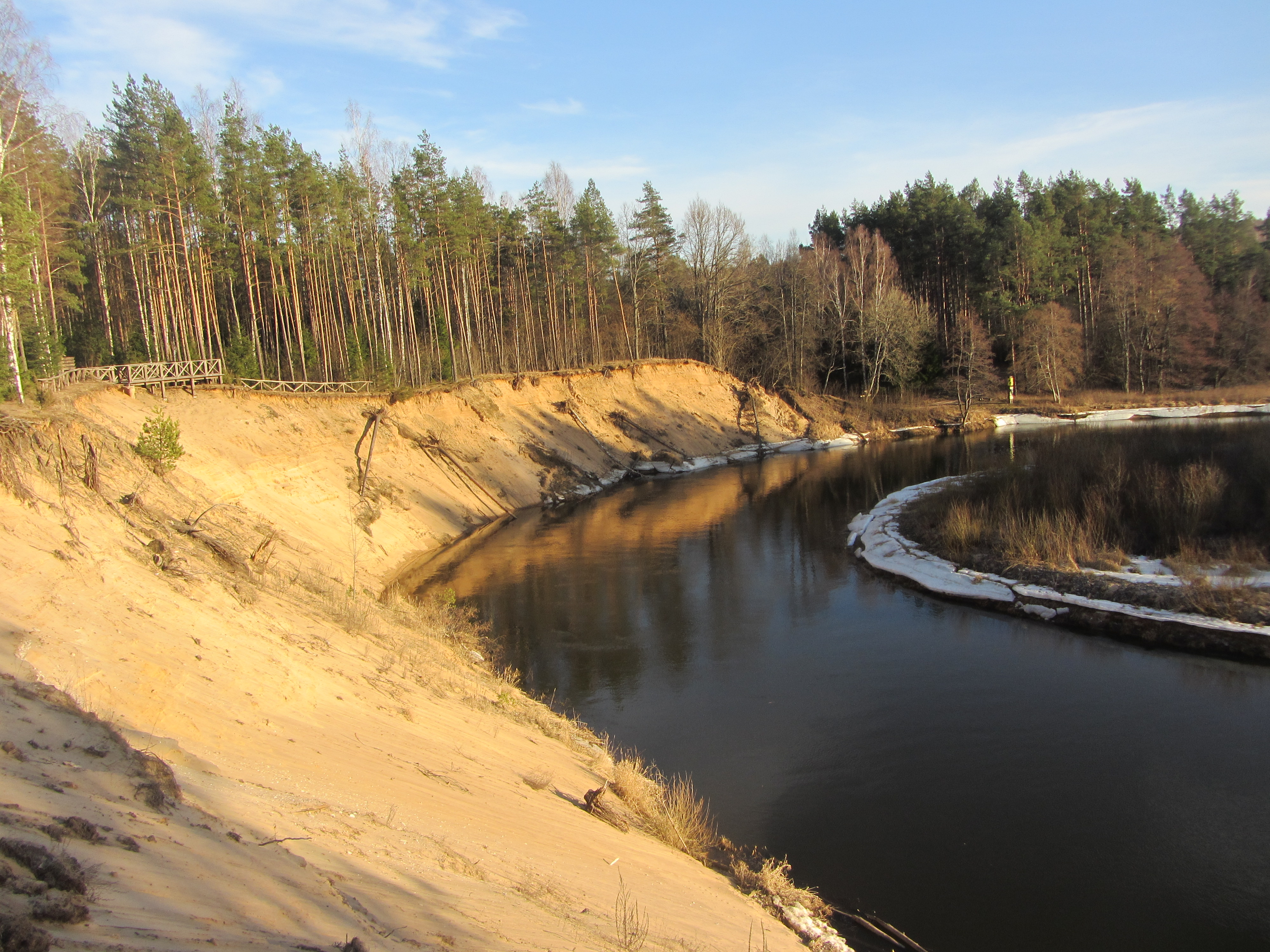
Fiume presso Andrioniškis
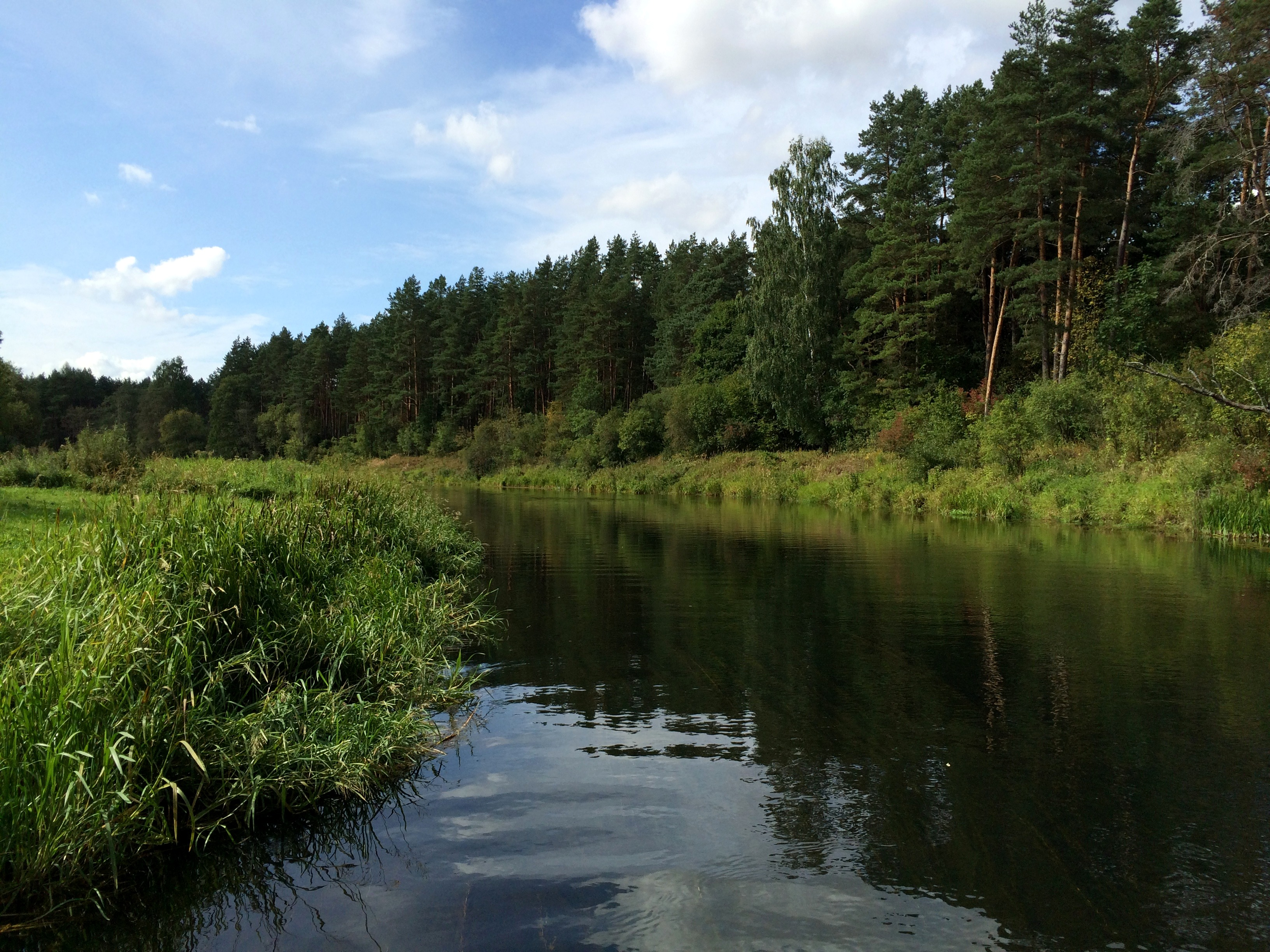
Fiume Šventoji
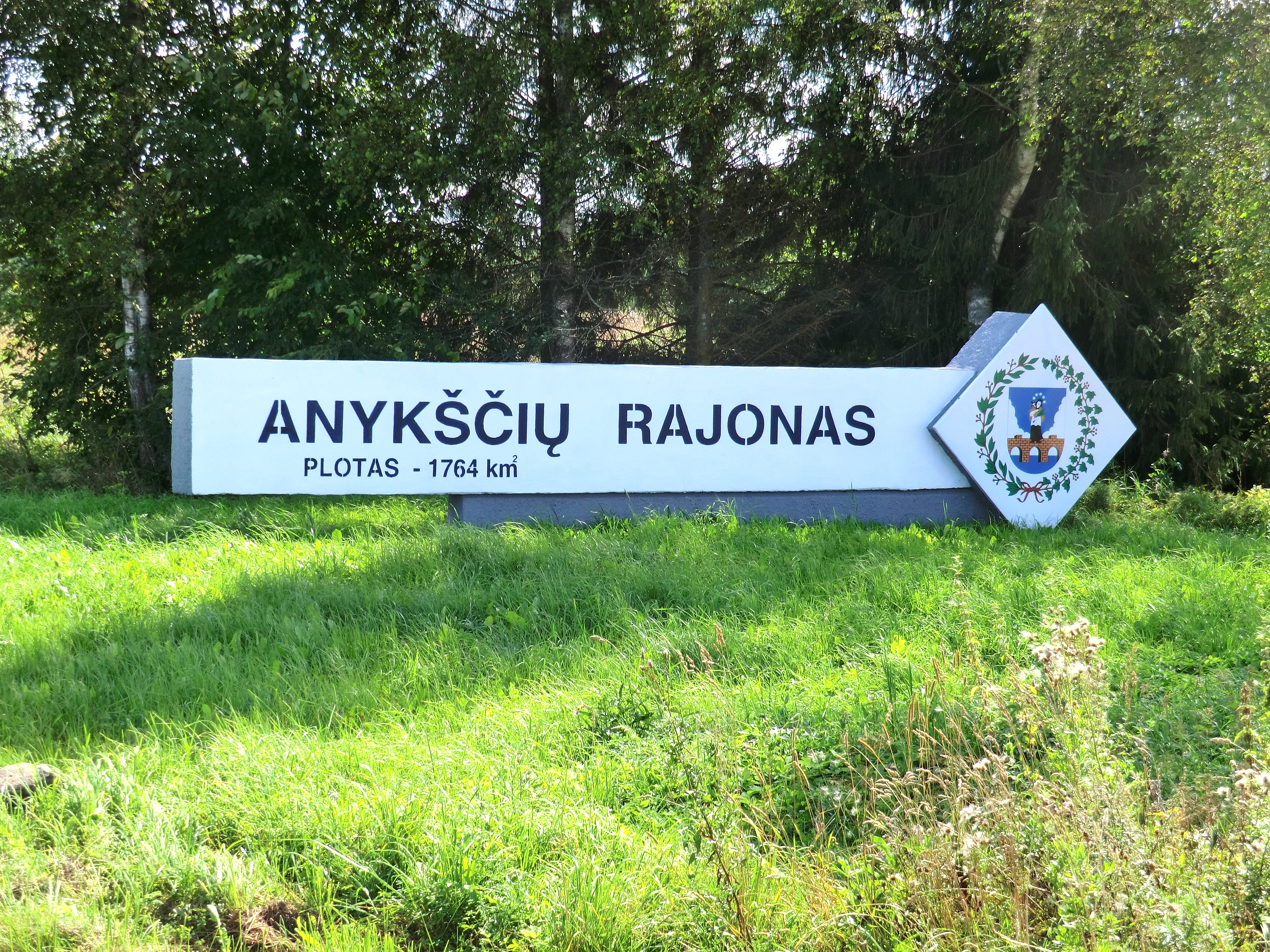
Cartello d’ingresso nel distretto: la superficie (plotas) è di 1764 km quadrati
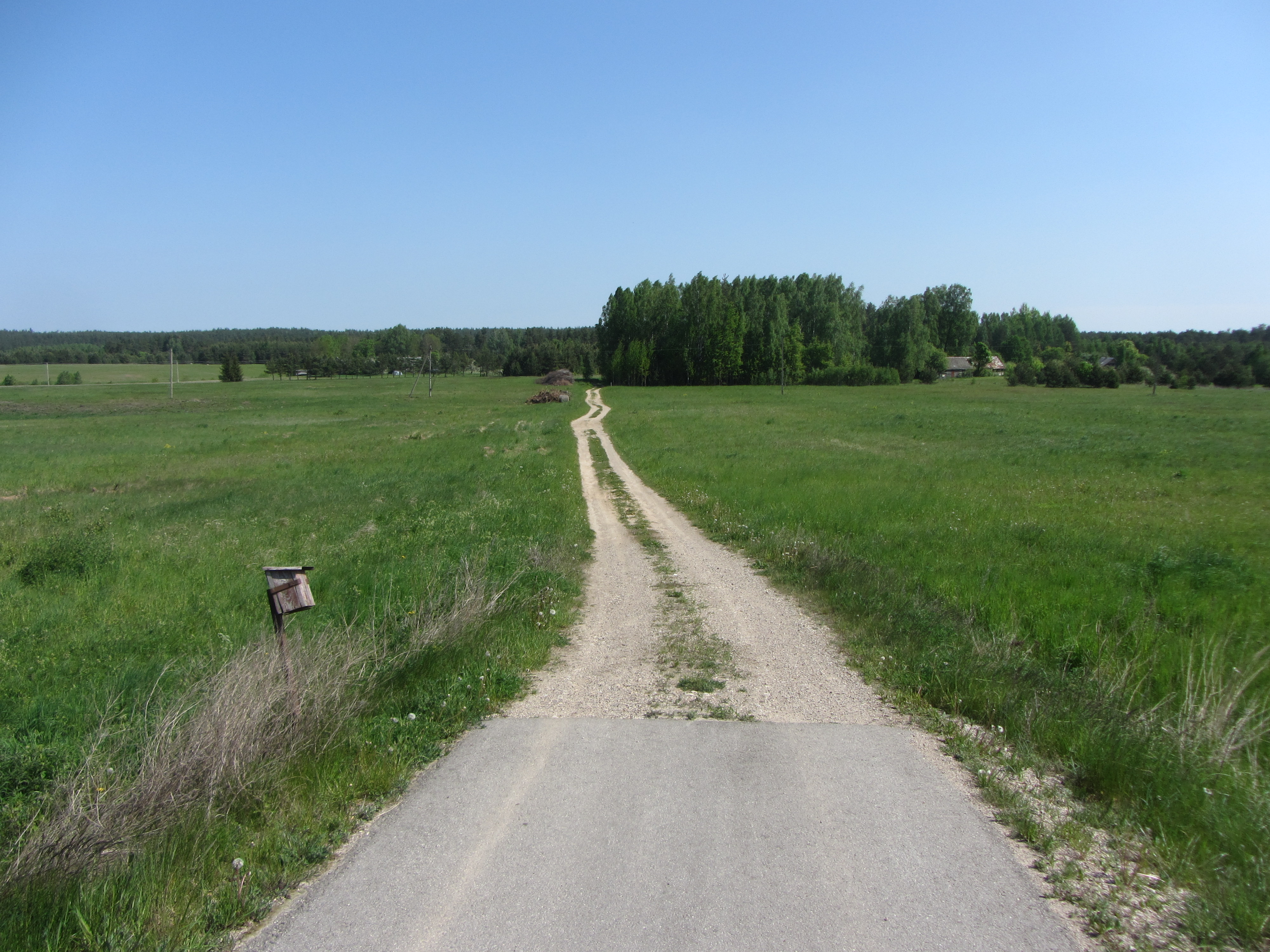
Strada sterrata
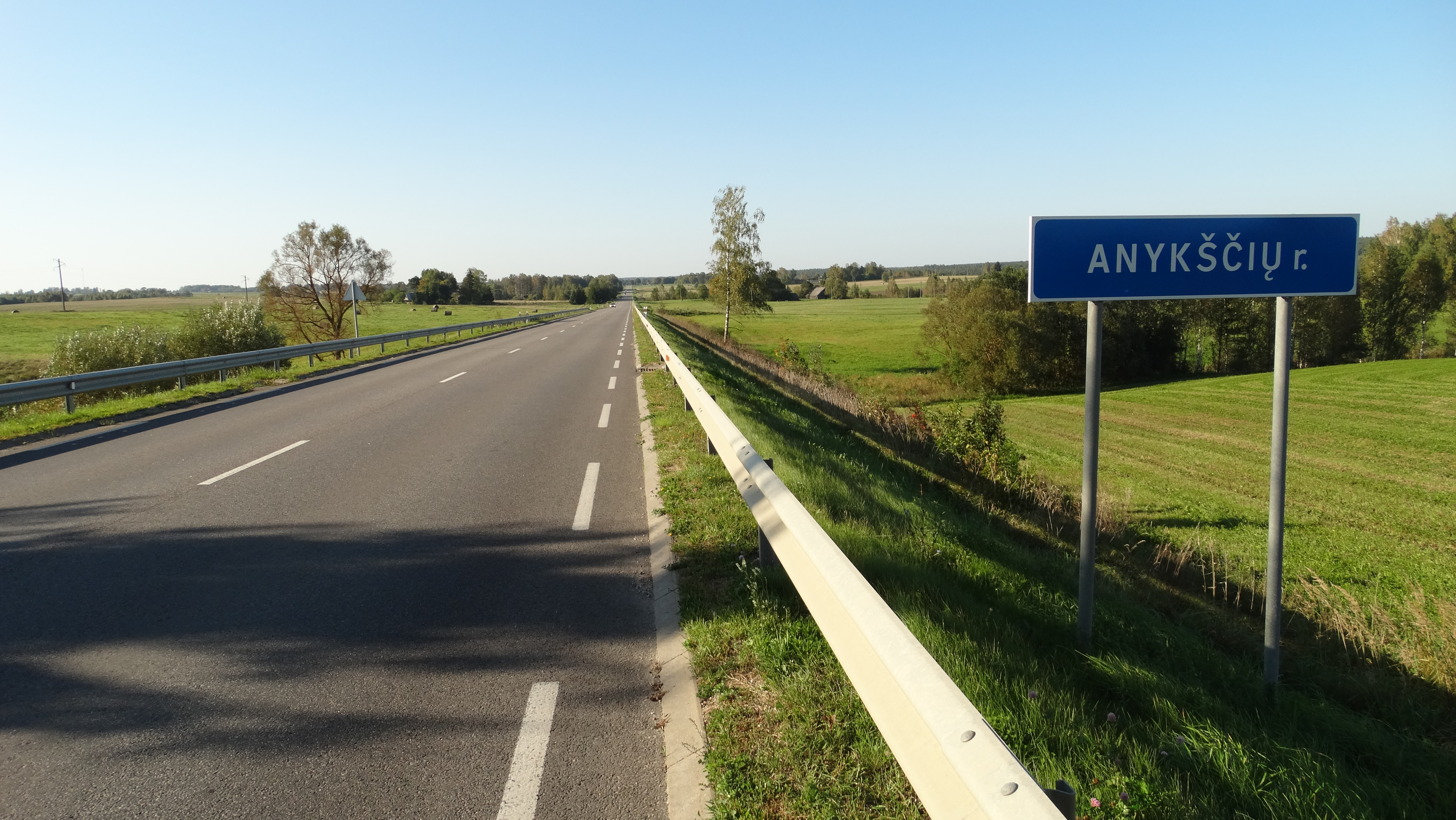
Strada che percorre la regione (KK118)